# Catharinea rutteri
Catharinea rutteri là một loài rêu trong họ Polytrichaceae. Loài này được (Thér. & Dixon) Broth. mô tả khoa học đầu tiên năm 1925.